# Bayencourt
Bayencourt (picardisch: Bayincourt) ist eine nordfranzösische Gemeinde mit 73 Einwohnern (Stand 1. Januar 2022) im Département Somme in der Region Hauts-de-France. Die Gemeinde gehört zum Kanton Albert und ist Teil der Communauté de communes du Pays du Coquelicot.

## Geographie
Die kleine Gemeinde am Nordrand der Picardie liegt an der Départementsstraße D129 zwischen Sailly-au-Bois im Südosten und Souastre im Nordwesten (beide schon im Département Pas-de-Calais.)

## Geschichte
Die Gemeinde erhielt als Auszeichnung das Croix de guerre 1914–1918.

## Einwohner
| 1962 | 1968 | 1975 | 1982 | 1990 | 1999 | 2006 | 2010 |
| ---- | ---- | ---- | ---- | ---- | ---- | ---- | ---- |
| 85   | 76   | 70   | 72   | 64   | 73   | 69   | 83   |

## Verwaltung
Bürgermeister (maire) ist seit 2008 Franck Delannoy.

## Sehenswürdigkeiten
- Kirche Saint-Nicolas aus dem 19. Jahrhundert